# Дім Моцарта (Відень)
Дім Моцарта (нім. Mozarthaus Vienna) розміщений на вулиці Домгассе 5 неподалік собору Святого Стефана у районі внутрішнього міста Відня. Це єдине збережене місце проживання Вольфганга Моцарта у Відні, де він проживав впродовж 1784–1787 років.

## Історія
Будинок був збудований у XVII ст. триповерховим з входом з Великої Учнівської вулиці 845 (Große Schulerstraße, № 845) і перебудований після 1716 власником Андре Сімоне Карове (Andrea Simone Carove). З 1720 будинок належав родині Камесіна, у якої Моцарт винайняв на другому поверху чотири кімнати (два кабінети) і кухню. Тут він прожив найдовше з своїх віденських помешкань. Найвідомішим написаним тут твором була комічна опера «Весілля Фігаро».

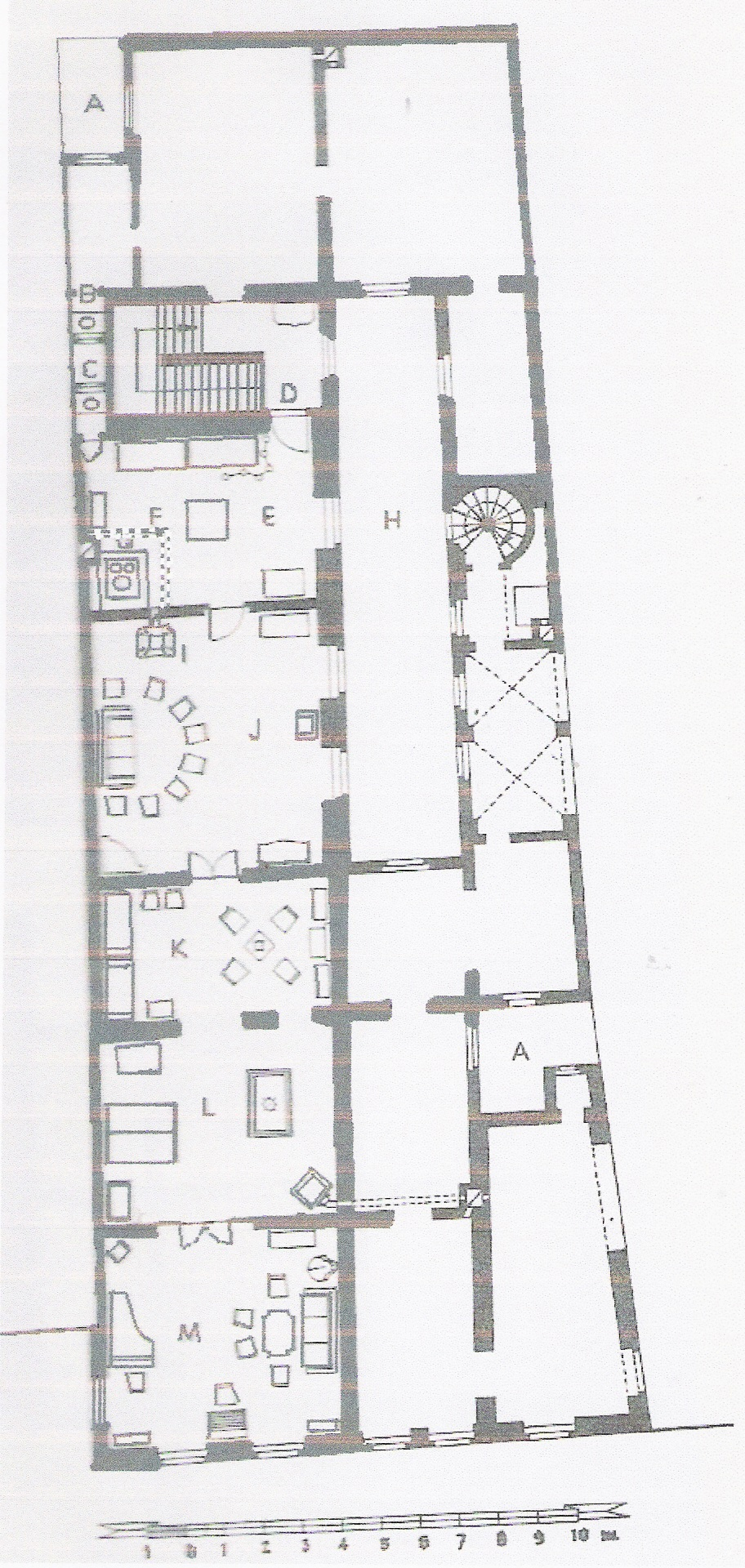
Схема помешкання В. А. Моцарта

До 150 річниці смерті у рамках «Тижня Моцарта у Третьому Рейху» націонал-соціалісти відкрили 1941 музей Моцарта — німецького композитора. З 1945 приміщення перейшло у власність Історичного музею Відня. Будинок перебував у приватній власності і через його зовнішній вигляд музей за рік відвідувало до 80.000 осіб, хоча він знаходився у самій відвідуваній туристами частині Відня.
До річниці з дня народження Моцарта 2006 будинок викупив віденський холдинг і реконструював його. У приміщеннях усіх поверхів, підвалів площею понад 1000 м² відкрили експозицію з аудіовізуальними інсталяціями, присвячену життю і творчості Моцарта. У приміщеннях звучить музика з «Весілля Фігаро». У будинку розміщено кафе, музейний магазин, з жовтня 2010 салон австрійської фірми Bösendorfer. У 2006 музей відвідало 203.000 відвідувачів, 2008 — 133.000 відвідувачів.